# Brian Asawa
Brian Asawa (* 1. Oktober 1966 in Fullerton bei Los Angeles, Kalifornien; † 18. April 2016 in Mission Hills, San Fernando Valley, Kalifornien) war ein US-amerikanischer Opernsänger (Countertenor).

## Leben
Die internationale Karriere des japanischstämmigen Sängers begann im Jahr 1991, als er einen Gesangswettbewerb der Metropolitan Opera New York als auch der San Francisco Opera gewann. Bei letzterer debütierte er im selben Jahr in Hans Werner Henzes Das verratene Meer. 1992 folgten Rollen in Puccinis Tosca und Brittens A Midsummer Night's Dream. 1992 debütierte er auch an der Met in Mozarts Ascanio in Alba. 1994 gewann er den von Plácido Domingo ins Leben gerufenen Operalia-Wettbewerb. In den darauffolgenden Jahren folgten Rollen in Opernhäusern auf der ganzen Welt. So trat er etwa in Erscheinung in Händels Serse, Tolomeo und Giulio Cesare, Brittens Death in Venice, Monteverdis L’incoronazione di Poppea, Strauss’ Die Fledermaus und Händels Tolomeo.
Asawa war ein Neffe der Bildhauerin Ruth Asawa.